# Евекта
Еве́кта (від лат. eveho (evectum) — вивожу) — митний податок, що стягувався урядом Гетьманщини за вивезення товарів до Росії в другій половині XVII—XVIII століття. Існував поряд з індуктою.
Нерідко евекта віддавалась на відкуп представникам місцевої еліти. У зв'язку з офіційною ліквідацією царським урядом митних кордонів на українських землях, що входили до складу Російської держави, евекту було скасовано указом імператриці Єлизавети Петрівни від 5 січня 1754 року.